# Jaskinia nad Samcowym Polem
Jaskinia nad Samcowym Polem, także Nad Samcowem Polem, Schronisko nad Samcowym Polem, Tunel w Kopcach, Jaskinia w Zalasie, Jaskinia pod Baczynem – jaskinia znajdująca się w lasach między wsią Baczyn (południe), a autostradą A4 (na północy), w województwie małopolskim, w powiecie krakowskim, w gminie Liszki. Znajduje się na północ od Doliny Sanki, na  terenie Tenczyńskiego Parku Krajobrazowego na Garbie Tenczyńskim będącym częścią Wyżyny Krakowsko-Częstochowskiej.
Jej długość to niespełna 20 m. Wokół jaskini znajdują się liczne skały wapienne.

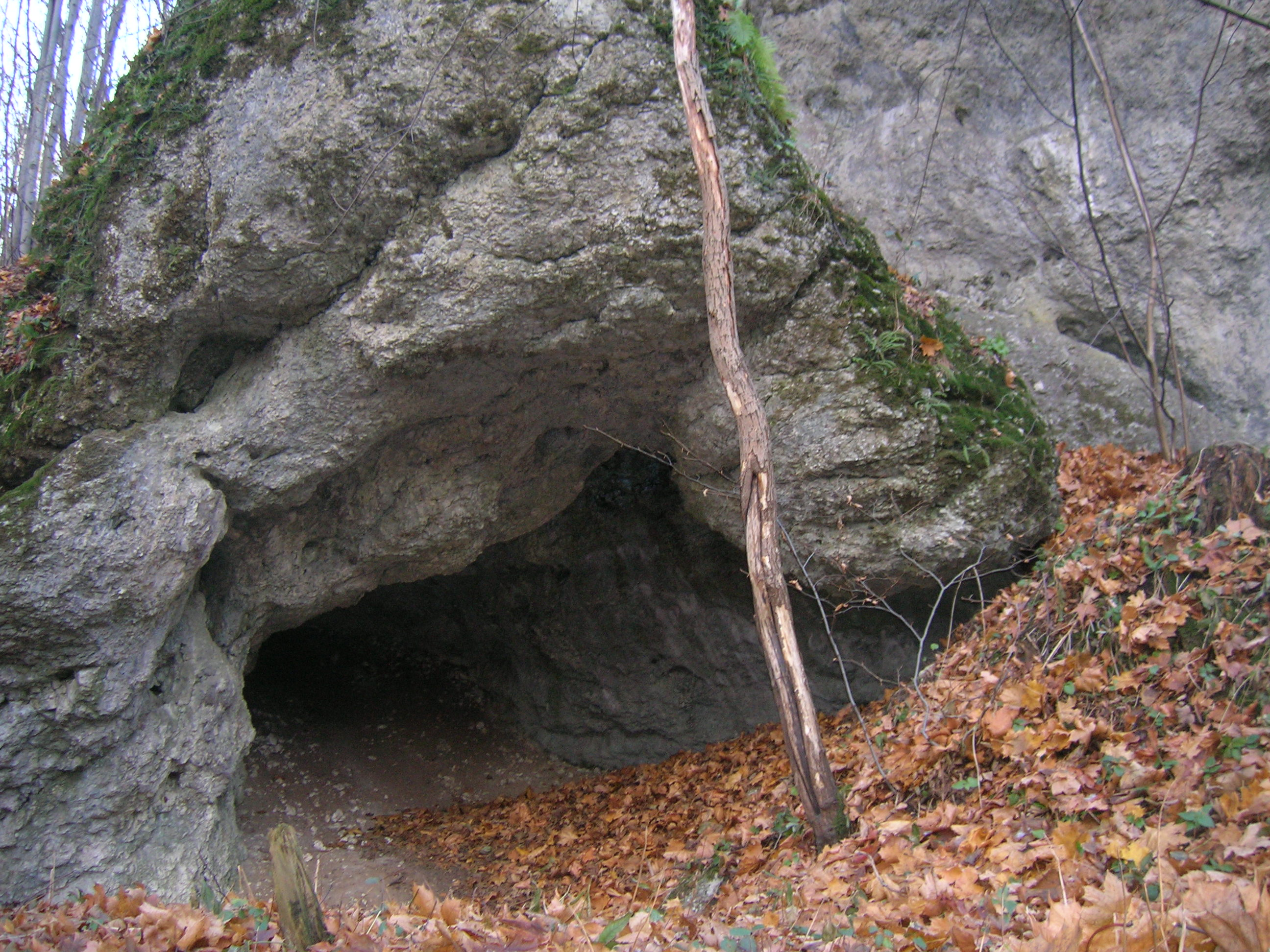
Skałki wokół jaskini
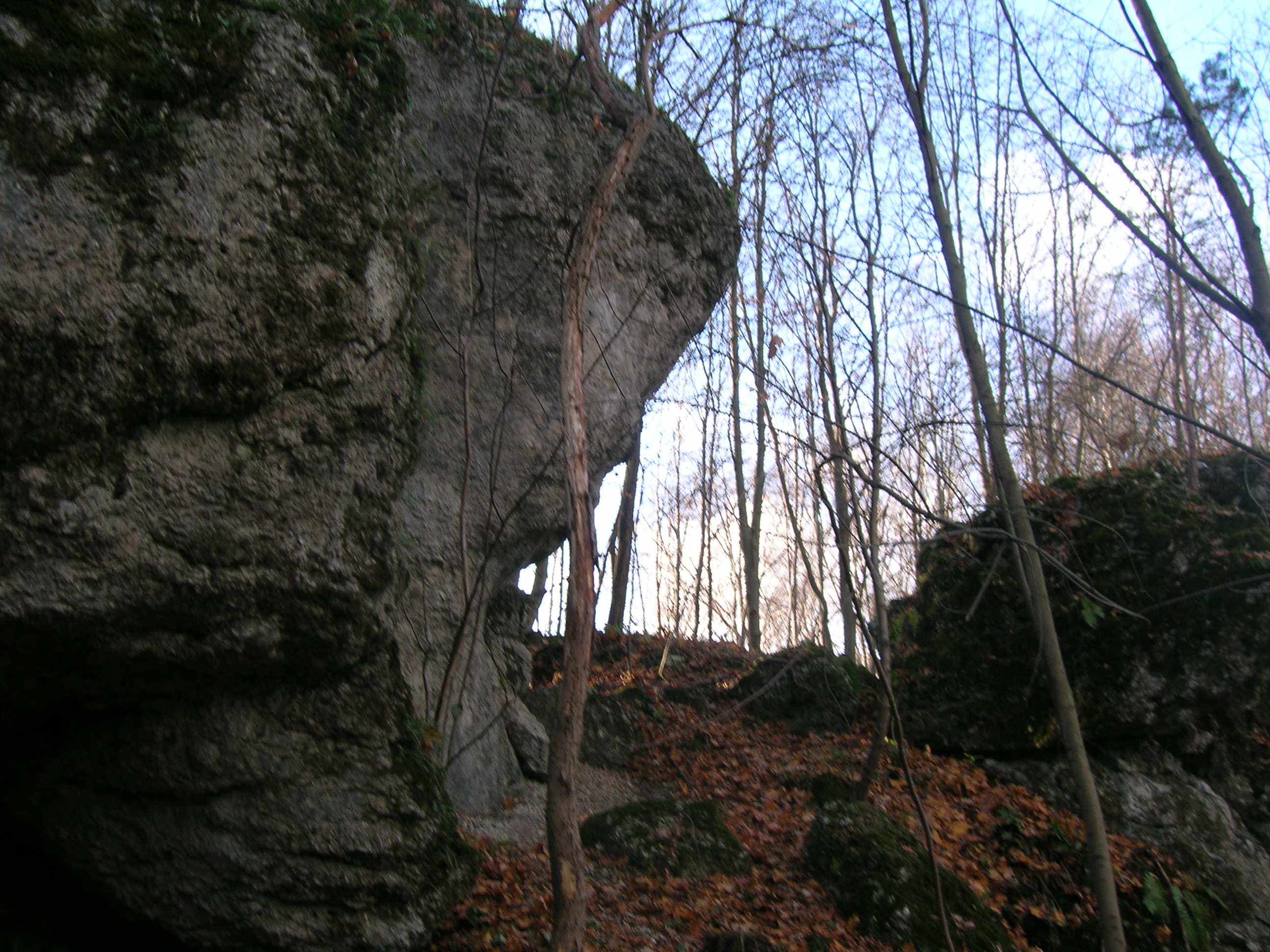
Otwór jaskini